# Tour della nazionale maschile di rugby a 15 delle Tonga 2002
Tra il 2000 e il 2003, la nazionale di Tonga di "Rugby Union" si reca varie volte in tour per prepararsi al Coppa del mondo del 2003
Nel 2002 il tour si limita a un match contro il Giappone
| Arbitro: | George Ayoub |

| |            | |
| Iwabuchi 2, Kurihara Motoki, Nanba | mt         | Hala, Mafile'o Taumoepeau, meta tecnica Mailei, Maka |
| Kurihara 2 | tr         | Hola 4 |
| | c.p.       | Hola |
| 15.Takashi Yoshida, 14.Ryohei Miki, 13.Hideki Nanba (cap), 12.Yukio Motoki, 11.Toru Kurihara, 10.Ken Iwabuchi, 9.Wataru Murata, 8.Takeomi Ito, 7.Dean Anglesey, 6.Naoya Okubo, 5.Lautangi Vatuvei, 4.Kazuya Koizumi, 3.Tsuyoshi Kinoshita, 2.Masaaki Sakata, 1.Shin Hasegawa - Sostituti: 16.Ryo Yamamura, 17.Adam Parker, 18.Eiji Yamamoto, 19.Shinichi Tsukita, 20.Hideyuki Yoshida - Non entrati : 21.Masahito Yamamoto, 22.Soushi Fuchigami | Formazioni | 15.Mo'unga Kafatolu, 14.Sam Hala, 13.Gus Leger, 12.Andrew Mailei, 11.Simana Mafile'o, 10.Pierre Hola, 9.Toni Alatini, 8.Nisifolo Naufahu, 7.Viliami Vaki, 6.Ipolito Fenukitau, 5.Feleti Fakaongo, 4.Inoke Afeaki (cap), 3.Tevita Taumoepeau, 2.Vili Ma'asi, 1.John Pale - Sostituti: 16.Latiume Maka, 17.Fepikou Tatafu, 18.Va'a Toloke Template:Cartellino giallo, 19.Ma'afu Pale, 20.Benhur Kivalu - Non entrati : Nick Hau, Vikilani Afeaki |